# Tjelvars grav
Tjelvars grav är en skeppssättning i Gothems socken söder om Slite på Gotland. Denna tämligen välbevarade skeppssättning är 18 meter lång och 5 meter bred. Den är sannolikt från yngre bronsåldern (1100–500 f.Kr.). När den restaurerades 1938 fann man en liten kista av stenhällar i öster som innehöll brända ben och några krukskärvor.
Här ska enligt sägnen Tjelvar ligga begraven. Enligt Gutasagan var Tjelvar den första som landsteg på Gotland. Han förde med sig elden till ön som därigenom slutade att på dagen sjunka i havet.
I närheten ligger två fornborgar som sannolikt är från järnåldern. Bronsåldersröset Majsterrojr ligger något söder om Tjelvars grav.

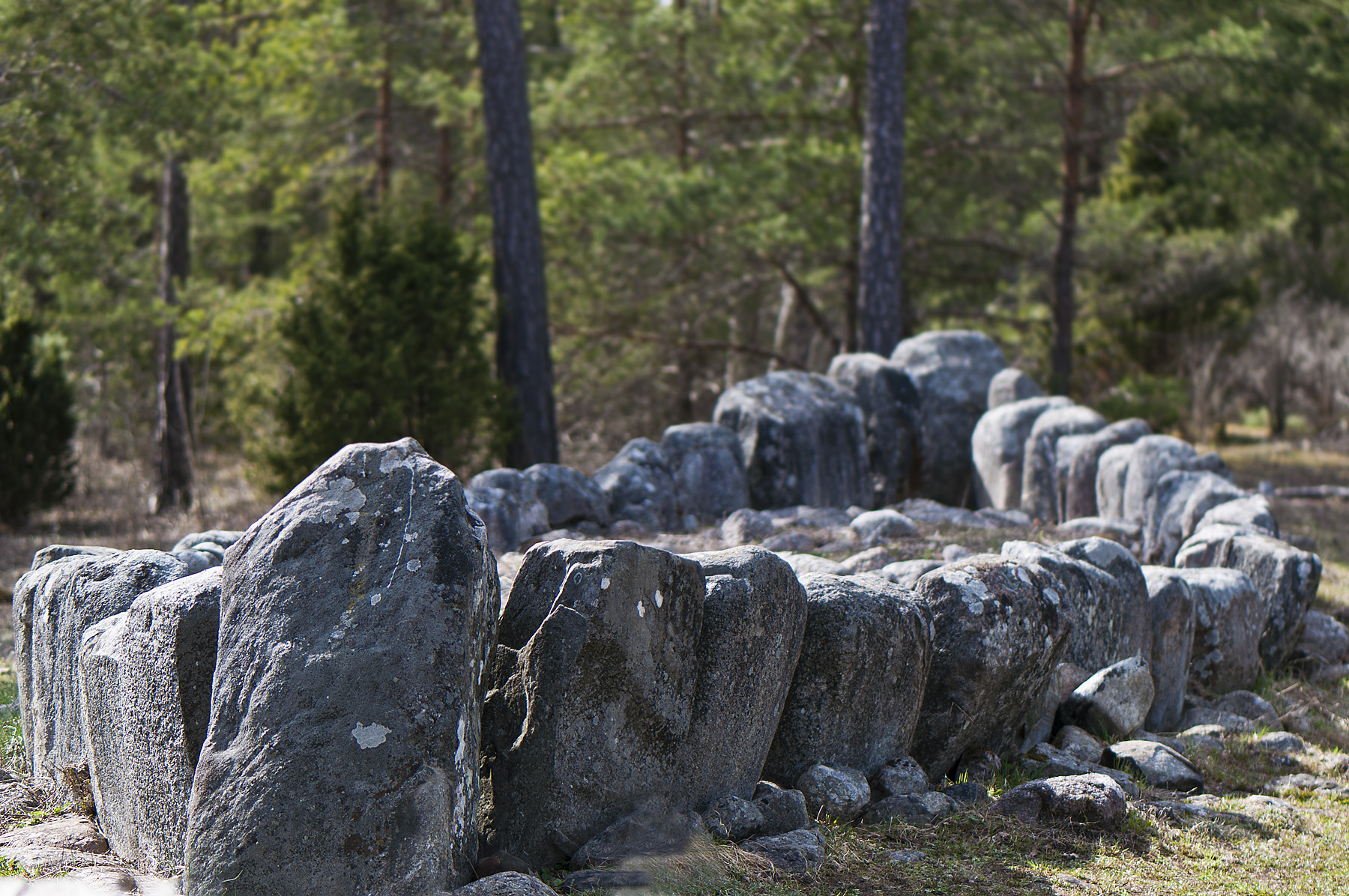
Tjelvars grav, Boge socken, Gotland

## Fotnot
1. ↑  Fornlämningen ligger i Gothems socken i en nordlig utlöpare som är omgiven av Boge socken. I Riksantikvarieämbetets fornminnesregister är den angiven som belägen i Gothems socken, dock med objektsidentiteten/RAÄ-numret Boge 28:1.